# Brett Rossi
Scottine Christen Hill (Fontana, California; 21 de mayo de 1989), más conocida como Brett Rossi, es una actriz pornográfica y modelo de glamour estadounidense.
Rossi es originaria de La Verne, California. En noviembre de 2011, hizo su primera aparición en el sitio web para adultos Twistys, convirtiéndose en la Twistys Treat del Año. Desde entonces, ha realizado una gran variedad de escenas para los sitios Bang Bros, Vixen, Reality Kings o Brazzers, entre otros.

## Vida personal
En noviembre de 2013, inició una relación sentimental con el actor Charlie Sheen, con quien se comprometió en febrero de 2014. En octubre del mismo año se anunció el término de su relación, a pocas semanas de su boda, que se tenía prevista para el mes de noviembre.